# Dalston Junction (stacja kolejowa)
Dalston Junction – stacja kolejowa w Londynie, na terenie London Borough of Hackney, zarządzana i obsługiwana przez London Overground jako część East London Line. W swej dzisiejszej postaci stacja została otwarta w kwietniu 2010 roku, w ramach projektu przebudowy East London Line z linii metra na linię kolejową, połączonej z jej wydłużeniem. 

## Galeria

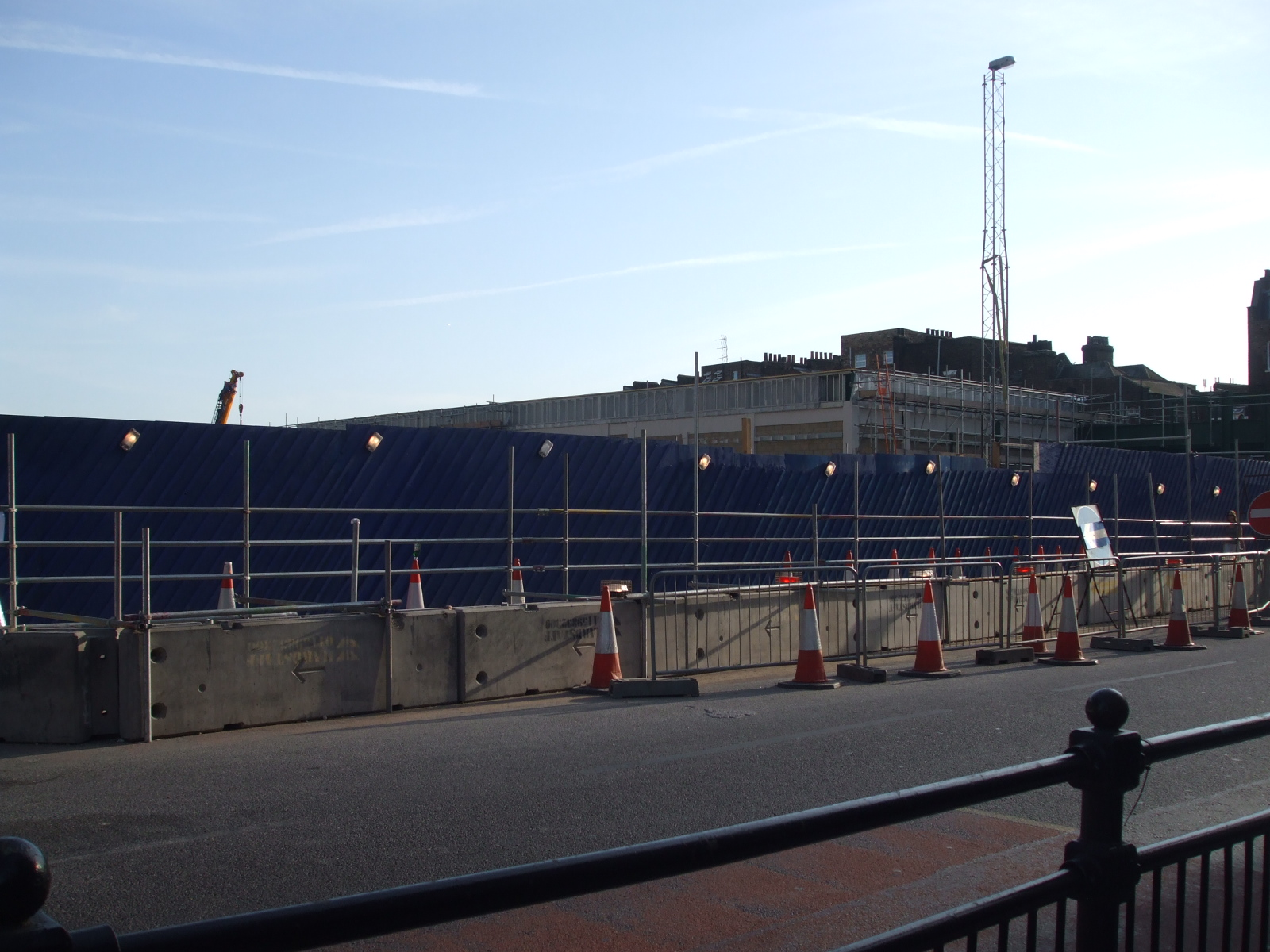
Budowa stacji w sierpniu 2009 roku
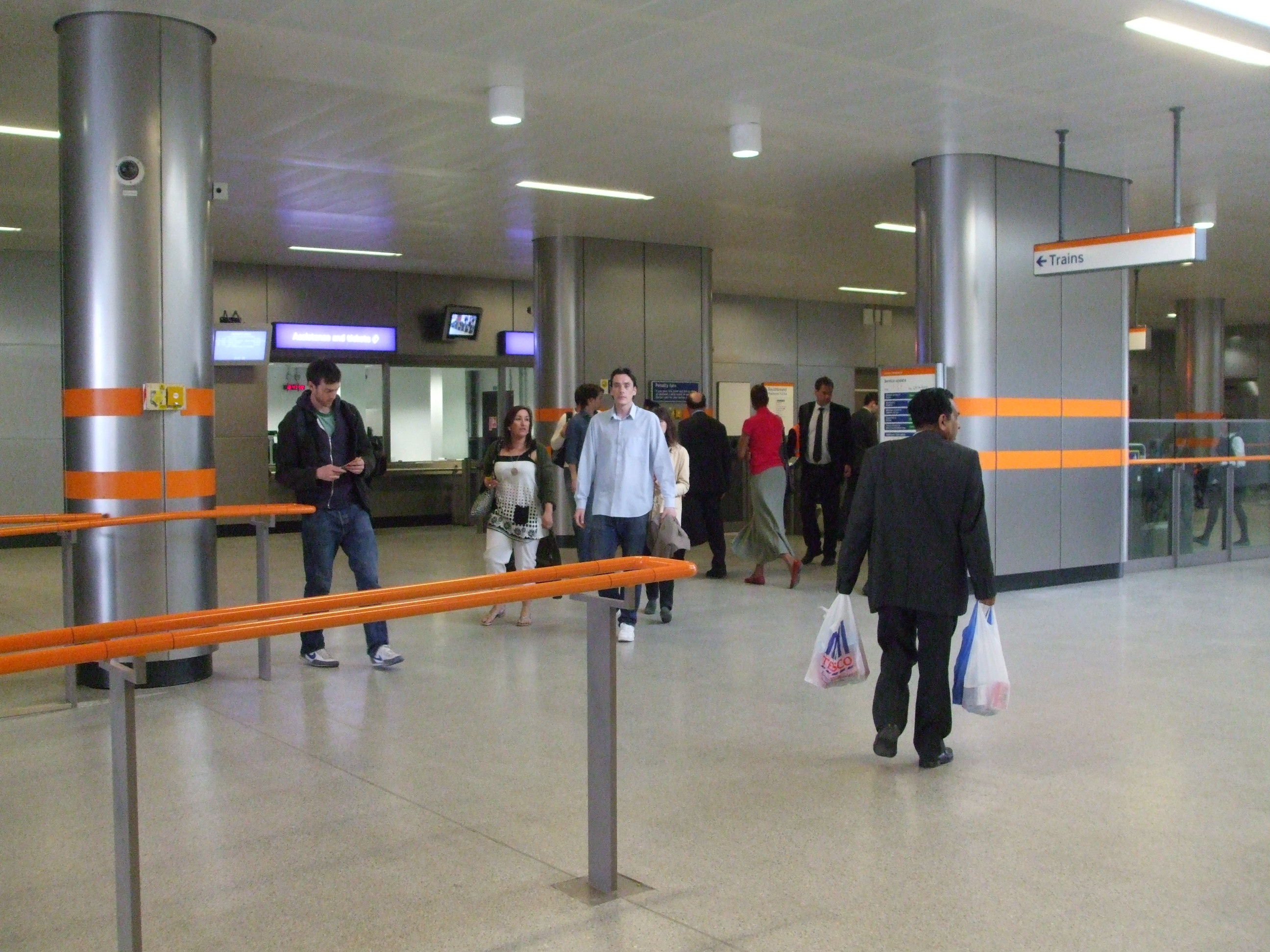
Hol stacji
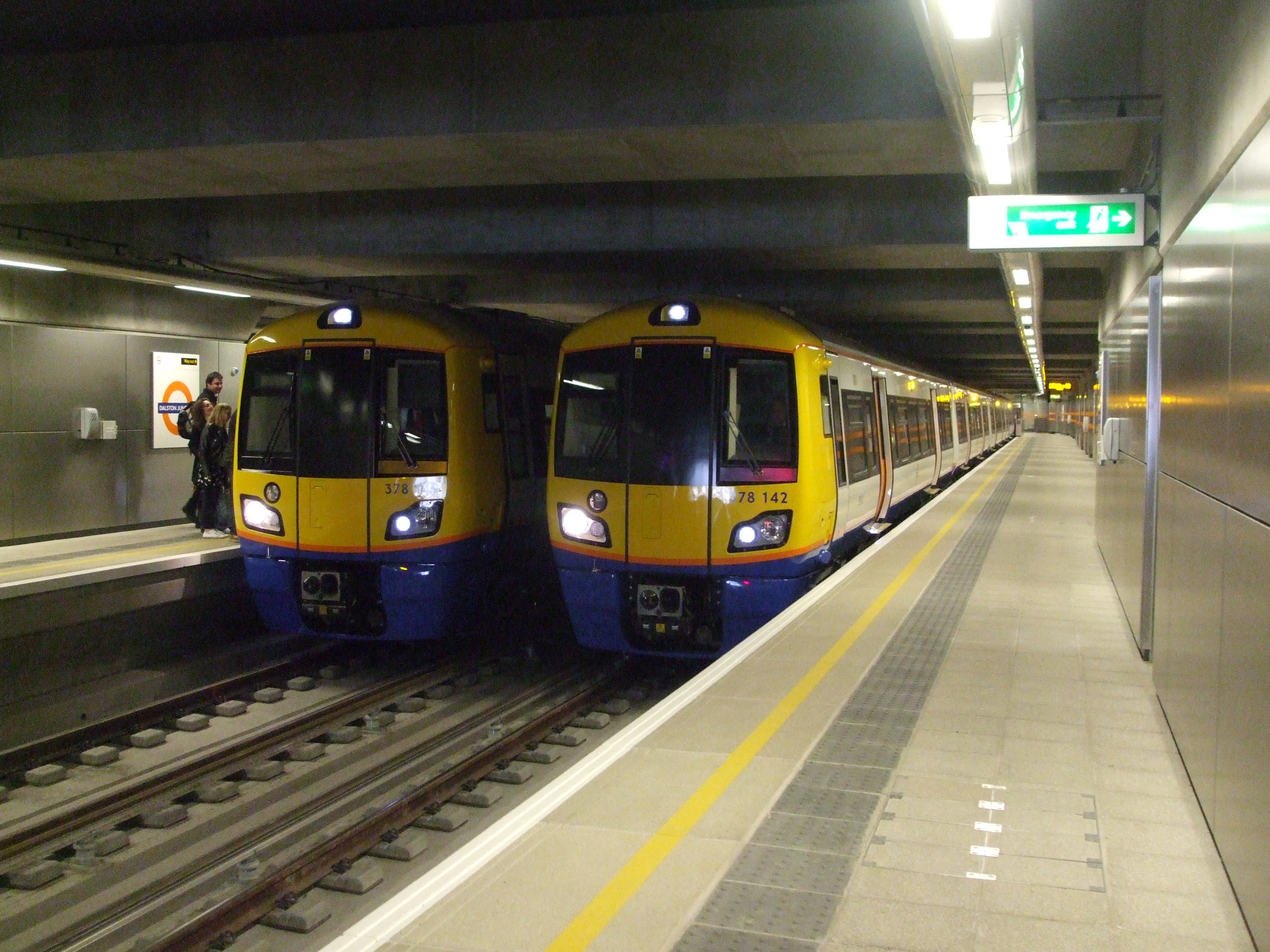
Perony z dwoma pociągami
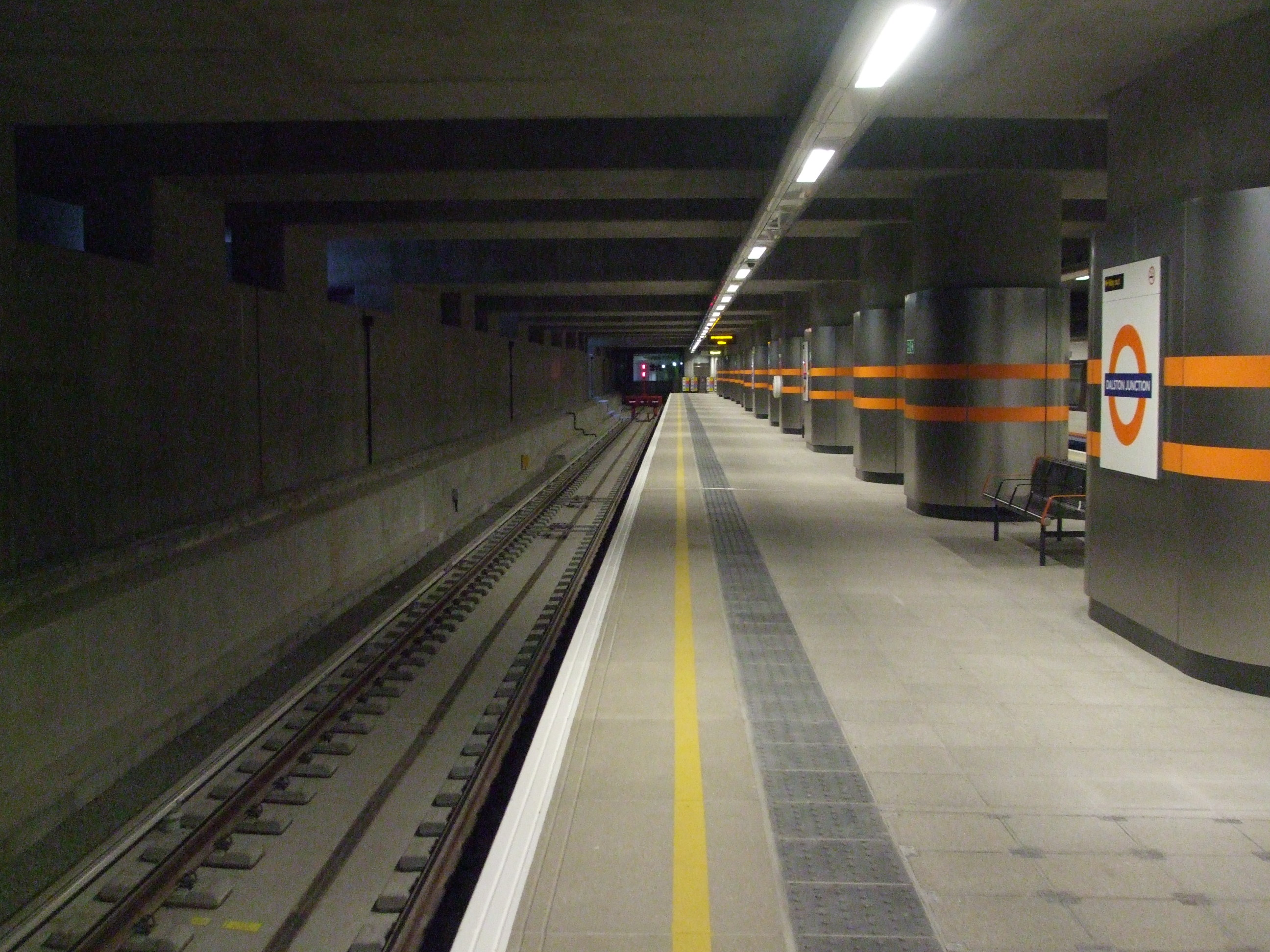
Pusty peron i tor